# Creu de l'Hospital de la Santa Creu
La Creu de l'Hospital de la Santa Creu està situada als jardins de Rubió i Lluch al barri del Raval de Barcelona, al mig del pati de l'antic hospital.

## Història
L'any 1691, una deixa del metge Onofre Estadella va permetre refer una creu en mal estat, a la que l'escultor Bernat Vilar hi va afegir la columna salomònica i el pedestal, de marbre blanc i rosat. El 1936, durant la Guerra Civil va ser feta malbé, i el 29 de juliol del 1939 se'n inaugurar la reproducció exacta.

## Descripció
Té una alçada total de 6,07 m, i és probablement la que ja hi havia a un costat del pati. La columna és considerada com un dels millors exemples de columna salomònica. Les pautes del seu traçat s’ajusten a les marcades per Juan Caramuel en el seu tractat teòric Arquitectura civil recta y obliqua considerada y dibuxada en el templo de Jerusalem erigido en el Monte Moria por el Rey Salomón, publicat l'any 1678.